# Ritsuryō
Ritsuryō (jap. kanji 律令, hiragana りつりょう), japanski povijesni zakonski sustav zasnovan na filozofiji konfucijanizma i legalizma (japanski kanji 法家, ほうか). Politički sustav sukladan ritsuryōu zove se ritsuryō-sei (jap. kanji 律令制, hiragana りつりょう せい). Kyaku (jap. kanji 格) su amandmani ritsuryōa. Shiki (jap. 式) su proglašenja zakonskih prijedloga zakonom. Ritsuryō određuje kazneni zakon (jap. ritsu, kanji 律 ) i upravni zakon (jap. ryō, kanji 令 ), pa iz imena tih dvaju skupina zakona koji čine ovaj sustav nastala je kovanica ritsuryō.
U vrijeme kasnog razdoblja Asuke (kasno 6. stoljeće - 710.) i razdoblja Nare (710. – 794.), Carski dvor u Kyotu (jap. Kyōtogosho, kanji 京都御所, hiragana きょうとごしょ), pokušavajući replicirati kineski rigorozni politički sustav dinastije T'ang, napisali su i sproveli neke zbornike Ritsuryōa. Tijekom stoljeća, ritsuryōska država proizvela je sve više i više informacija koje su bile brižno arhivirane. Ipak protjekom vremena u razdoblju Heiana, institucije ritsuryōa evoluirale su u politički i kulturni sustav bez povratne veze.
645. godine Taikanske reforme (jap. Taika no Kaishin, kanji 大化の改新 ) bile su prvi znak provedbe sustava, kao što je promjena upravnog sustava u gōri-sei.
Jedan od ritsuryō-seija je Zbirka zakona Taiho.